# Carabobo FC
Carabobo FC is een Venezolaanse voetbalclub uit Valencia, hoofdstad van de noordelijke staat Carabobo. De club werd in 1997 opgericht als opvolger van Valencia FC dat zich door financiële problemen moest terugtrekken uit de competitie. 